# Jorge Robles Mella
Jorge Daniel Robles Mella (Quillota, 3 de junio de 1957) es un militar chileno, fue Comandante en Jefe de la Fuerza Aérea de Chile.

## Carrera militar
Robles es profesor militar, magíster en Seguridad y Defensa de la Academia Nacional de Estudios Políticos y Estratégicos (Anepe), con estudios en "Air Command Staff College" en la  Universidad del Aire de Estados Unidos y de "Planificación de Operaciones Conjuntas" del Maritime Warfare Centre, Southwilk Park, Inglaterra.
Ha sido jefe de la División de Recursos Humanos, agregado aéreo adjunto de Chile en los Estados Unidos y oficial de enlace del Cuartel General de la 12.ª Fuerza Aérea del Comando Sur, Director de la Academia de Guerra Aérea, Secretario General de la Fuerza Aérea y Director de Operaciones y Planes Estratégicos del Estado Mayor Conjunto.
El General Robles es piloto de combate con más de 3 mil hora de vuelo en instrucción de combate.

## Antecedentes Militares
- 1974: Cadete Escuela de Aviación del Capitán Manuel Ávalos Prado
- 1976: Alférez
- 1981: Subteniente
- 1986: Teniente
- 1991: Capitán
- 1996: Comandante de Escuadrilla
- 2000: Comandante de Grupo
- 2005: Coronel
- 2010: General de Brigada Aérea
- 2012: General de Aviación
- 2014: General del Aire

## Comandante en Jefe de la FACh
Designado por la Presidenta Michelle Bachelet en octubre de 2014, en reemplazo de Jorge Rojas Ávila, quien pasó a retiro. Asumió el mando de la Fuerza Aérea el 5 de noviembre de 2014, el 5 de noviembre de 2018 terminó su mandato constitucional y entregó el mando a Arturo Merino Núñez.

## Medallas y condecoraciones
- Condecoración Presidente de la República (Collar de la Gran Cruz)
- Gran Cruz de la Victoria
- Cruz al Mérito Aeronáutico de Chile (Gran Cruz al Mérito Aeronáutico)
- Cruz de la Victoria
- Gran Estrella Fuerza Aérea de Chile Al Mérito Militar (40 años)
- Condecoración Presidente de la República (Gran Oficial)
- Cruz al Mérito Aeronáutico de Chile (Cruz al Mérito Aeronáutico)
- Estrella Militar de las Fuerzas Armadas (Gran Estrella Al Mérito Militar) (30 años)
- Estrella Militar de las Fuerzas Armadas  (Estrella Al Mérito Militar) (20 años)
- Estrella Militar de las Fuerzas Armadas (Estrella Militar) (10 años)
- Diosa Minerva (Profesor Militar)
- Minerva (Academia de Guerra Aérea)
- Medalla al Mérito Santos Dumont ( Brasil, 2016).
- Medalla al Mérito Aeronáutico en el grado Gran Oficial ( Uruguay,2018)[6]

| Predecesor: Jorge Rojas Ávila | Comandante en Jefe de la Fuerza Aérea de Chile 2014-2018 | Sucesor: Arturo Merino Núñez |